# Wiara i Poselstwo Baptystów
Wiara i poselstwo baptystyczne – jest wyznaniem wiary Południowej Konwencji Baptystycznej. Podsumowuje zasadnicze elementy doktryny baptystycznej m.in. w kwestii autorytetu Biblii (Sola scriptura), natury jedynego Boga objawionego w Trzech Osobach, duchowego upadku człowieka, Bożego planu łaski, daru zbawienia, celu i przeznaczenia Kościoła chrześcijańskiego, ustanowień Pańskich, ewangelizacji, chrześcijańskiego wychowania, związku ze społeczeństwem, wolności religijnej oraz rodziny.
Mimo iż Południowa Konwencja Baptystyczna powstała w 1845, oficjalne wyznanie wiary sformułowane zostało dopiero w 1925 pod funkcjonującą do dziś nazwą Wiara i poselstwo baptystyczne. Powstało ono w oparciu o inne baptystyczne wyznanie wiary z 1833 pt. Wyznanie wiary z New Hampshire. W 1963 dokonano rewizji Wiary i poselstwa baptystycznego, w 1998 wydano wersję nieznacznie poprawioną, zaś w 2000 dokonano ponownej rewizji, mającej na celu zaznaczenie odmienności ról mężczyzny i kobiety w rodzinie i społeczeństwie.

## Treść
- Biblia
- Bóg
  - Bóg Ojciec
  - Bóg Syn
  - Bóg Duch Święty
- Człowiek
- Zbawienie
- Boży cel łaski
- Kościół
- Chrzest i Wieczerza Pańska
- Dzień Pański
- Królestwo
- Rzeczy ostateczne
- Ewangelizacja i misje
- Edukacja
- Szafarstwo
- Współpraca
- Porządek chrześcijański i społeczny
- Pokój i wojna
- Wolność religijna
- Rodzina